# Der Wettkönig
Der Wettkönig (engl. Titel: Lisa the Greek) ist die 14. Folge der 3. Staffel der Serie Die Simpsons.

## Inhalt
Homer schaut sich zu Hause ein Football-Spiel an und wettet auf die falsche Mannschaft. Dabei zeigt ihm Lisa ihre selbstgebastelte Ein-Zimmer-Wohnung für ihre Barbie-Puppe. Homer zeigt kein Interesse daran. Lisa klagt bei Marge darüber, welche ihr rät, dass sie Homer Aufmerksamkeit schenken soll. So sehen Lisa und Homer gemeinsam das Football-Spiel: Miami Dolphins gegen Cincinnati Bengals an. Homer möchte wieder wetten, Lisa schlägt die Dolphins vor. Als, wie Lisa gesagt hat, die Mannschaft gewonnen hat, bemerkt Homer, dass seine Tochter sehr gut im Wetten ist. Beide verbringen ab sofort immer am Sonntag gemeinsam Zeit. Lisa freut sich über die Anerkennung ihres Vaters. Als Lisa Homer den Vorschlag macht, mit ihm am Sonntag nach dem Endspiel wandern zu gehen, antwortet Homer, dass er schon Barney versprochen hat, gemeinsam mit ihm bowlen zu gehen, und vertröstet sie auf den Beginn der nächsten Spielsaison. So bemerkt Lisa, dass Homer sie bloß für die Wetten ausgenutzt hat und sich gar nicht für ihre Person interessiert hat. Sie schauen aber trotzdem gemeinsam das Endspiel an. Lisa sagt, dass Washington Redskins gewinnt, aber wenn sie immer noch wütend auf Homer ist, wird Buffalo Bills gewinnen. Homer beschließt gar nicht erst zu wetten und weil Lisa ihm verziehen hat, gewinnt Washington. Am Ende wandern beide auf den Mount Springfield.

## Hintergrund
Die Folge behandelt den Super Bowl wie auch die National Football League. Die Autoren sowie zahlreiche Mitarbeiter bei den Simpsons sind Football-Fans.
Homers Zitat „Früher habe ich den Gestank deiner Schweißfüße gehasst, aber jetzt ist es der Geruch des Siegers“ parodiert ein Filmzitat aus Apocalypse Now.
Lisas Originalstimme Yeardley Smith gewann in der Kategorie Voice-Over Performance bei den Emmy-Awards 1992.